# Sikhumbuzo Notshe
Pas d'image ? Cliquez ici

a Compétitions nationales et continentales officielles uniquement.

b Matchs officiels uniquement.
Dernière mise à jour le 31 mars 2025.
Sikhumbuzo Notshe, né le 28 mai 1993 à King William's Town (Afrique du Sud), est un joueur de rugby à XV international sud-africain, évoluant aux postes de troisième ligne centre ou de troisième ligne aile.

## Carrière

### En club
Sikhumbuzo Notshe grandit dans le township de Nyanga dans la banlieur du Cap. Il commence le rugby dans le club local du Lagunya RC, où ont joué une partie de sa famille.
Il rejoint en 2006 l'académie de la Western Province dans sa région natale, où il joue avec les équipes jeunes à partir de 2006,.
Sa carrière professionnelle avec la Western Province débute en 2013 lorsqu'il dispute la Vodacom Cup. Il fait ses débuts le 9 mars 2013 contre les Boland Cavaliers,. L'année suivante, il joue également en Currie Cup.
En 2014, il est retenu dans l'effectif des Stormers pour disputer le Super Rugby. Il joue son premier match le 29 mars 2014 contre les Queensland Reds,. Après deux saisons où il joue peu, il devient un cadre de l'effectif à partir de 2016.
En 2020, il décide de changer de franchise de Super Rugby et rejoint les Sharks,. Après quatre ans au sein de la franchise de Durban, il n'est pas conservé à la fin de la saison 2023-2024.
Il rejoint alors le club français de l'US Montauban en Pro D2, pour un contrat de deux saisons,. À la fin de sa première saison, il participe à la victoire de son équipe en finale du championnat face au FC Grenoble, inscrivant un essai lors de la finale.

### En équipe nationale
Sikhumbuzo Notshe joue avec l'équipe d'Afrique du Sud scolaire en 2010 et 2011.
Il est sélectionné pour la première fois avec les Springboks en mai 2016 par le sélectionneur Allister Coetzee dans le cadre de la série de test-matchs contre l'équipe d'Irlande. Il ne joue aucun match lors de cette tournée, mais participe avec l'équipe d'Afrique du Sud A au premier match de la double confrontation contre les England Saxons. Il joue à nouveau avec l'équipe A en juin 2017, à l'occasion d'une série de deux rencontres contre les Barbarians français,.
En 2018, il participe avec l'équipe d'Afrique du Sud de rugby à sept aux tournois d'Australie et de Nouvelle-Zélande dans le cadre des World Rugby Sevens Series,.
En mai 2018, il est rappelé avec les Springboks par le sélectionneur Rassie Erasmus. Il obtient sa première cape internationale avec l'équipe d'Afrique du Sud le 2 juin 2018 à l’occasion d’un test-match contre l'équipe du pays de Galles à Washington DC.

## Palmarès

### En club
- Vainqueur de la Currie Cup en 2014 et 2017 avec la Western Province.
- Vainqueur du Championnat de France de 2e division en 2025 avec l'US Montauban.

## Statistiques
Au 10 juin 2025, Sikhumbuzo Notshe compte 6 capes en équipe d'Afrique du Sud, dont une en tant que titulaire, depuis le 2 juin 2018 contre l'équipe du pays de Galles à Washington DC. 
Il participe à une édition du Rugby Championship, en 2018. Il dispute deux rencontres dans cette compétition.